# Robert Bolt
Robert Oxton Bolt (Sale, Nagy-Manchester, 1924. augusztus 15. – Petersfield, Hampshire, 1995. február 20. ) angol dráma- és forgatókönyvíró.

## Élete
Apja bolttulajdonos volt. Robert Bolt a Manchesteri Gimnáziumba járt, majd történelmet és angolt tanult a Manchesteri Egyetemen. Magánéletéről nem sokat tudni.
Forgatókönyveket írt a jól ismert Arábiai Lawrence filmekhez,  a Doktor Zsivágó és a Ryan lánya című filmekhez, amelyeket David Lean rendezett. Bolt 1966-ban Oscar-díjat kapott a Doktor Zsivágóért. 1967-ben második Oscar-díjat nyert az Egy ember az örökkévalóságnak című film forgatókönyvéért. Mindkét alkalommal a legjobb adaptált forgatókönyv kategóriában. Háromszor nyerte el a Golden Globe-díjat, legutóbb 1988-ban a A misszió című munkájáért. Voltak más díjai és jelölései is.
Bolt gyerekeknek szóló színpadi darabját, A kis kövér lovagot az Augsburger Puppenkiste készítette bábjátékként, és először hat epizódban a Hessischer Rundfunk sugározta 1963 végén.
1967 és 1975 között, valamint 1988-tól Bolt haláláig felesége Sarah Miles brit színésznő volt.

## Művei

### Forgatókönyvek
- 1962: Arábiai Lawrence
- 1965: Doktor Zsivágó
- 1966: Egy ember az örökkévalósagnak
- 1970: Ryan lánya
- 1984: A Bounty
- 1986: A misszió

### Rendezés
- 1972: Lady Caroline nagy szerelme (Lady Caroline Lamb)

### Könyvek
- A kis kövér lovag (The Thwarting of Baron Bolligrew / Der kleine dicke Ritter) Hoch-Verlag, Düsseldorf, 1963
- Thomas Morus. Játék két felvonásban. (Egy ember az örökkévalóságnak) Fischer, Frankfurt am Main, 1965

## Fordítás
- Ez a szócikk részben vagy egészben  a   Robert Bolt című német Wikipédia-szócikk ezen változatának fordításán alapul.  Az eredeti cikk szerkesztőit annak laptörténete sorolja fel. Ez a jelzés csupán a megfogalmazás eredetét és a szerzői jogokat jelzi, nem szolgál a cikkben szereplő információk forrásmegjelöléseként.